# Walking in Memphis
Walking in Memphis ist ein Rocksong von Marc Cohn aus dem Jahr 1991.

## Text
Walking in Memphis beginnt mit einer Anspielung auf Elvis Presley, indem der Protagonist seine Blue Suede Shoes anzieht. Er folgt Presleys Geist in Memphis von der Union Avenue bis zum Tor von Graceland. Es folgen viele für  Memphis und die Südstaaten typische Begriffe und Personen, wie die Beale Street, W. C. Handy, Catfish, Gospel oder Reverend Al Green.

## Kommerzieller Erfolg

### Chartplatzierungen
| ChartsChartplatzierungen       | Höchstplatzierung | Wochen |
| ------------------------------ | ----------------- | ------ |
| Deutschland (GfK)              | 25 (19 Wo.)       | 19     |
| Vereinigte Staaten (Billboard) | 13 (23 Wo.)       | 23     |
| Vereinigtes Königreich (OCC)   | 22 (9 Wo.)        | 9      |

### Auszeichnungen für Musikverkäufe
| Land/Region                  | Auszeichnungen für Musikverkäufe (Land/Region, Auszeichnung, Verkäufe) | Verkäufe |
| ---------------------------- | ---------------------------------------------------------------------- | -------- |
| Dänemark (IFPI)              | Platin                                                                 | 90.000   |
| Neuseeland (RMNZ)            | 2× Platin                                                              | 60.000   |
| Vereinigtes Königreich (BPI) | Platin                                                                 | 600.000  |
| Insgesamt                    | 3× Platin ·                                                            | 750.000  |

## Coverversion von Cher
1995 coverte Cher den Titel für ihr Album It’s a Man’s World. Ihre Version wurde in der Serie Akte X – Die unheimlichen Fälle des FBI in der Folge Der große Mutato verwendet.

## Weitere Coverversionen
- 1992: Polo Hofer & die Schmetterband (In Memphis)
- 1992: Shut Up and Dance Featuring Peter Bouncer (Raving I'm Raving)[8]
- 1996: Scooter (I'm Raving)
- 1997: Alkbottle (I wockl durch Meidling)
- 2000: Die Rockys (Ich laufe durch Memphis)
- 2003: Lonestar
- 2007: Paul Anka
- 2007: Master Blaster feat. Rachel Hiew
- 2008: Stefan Gwildis (Gestern war gestern)